# 린다 러브레이스
린다 수전 보어먼(영어: Linda Susan Boreman, 1949년 1월 26일 ~ 2002년 4월 22일)은 린다 러브레이스(영어: Linda Lovelace)라는 이름으로 잘 알려진 미국의 포르노 배우이다. 그녀의 작품 《딥 스로트》(Deep Throat) 혹은 《목구멍 깊숙이》는 포르노 영화로서는 엄청난 성공을 가져왔다. 그 후에 그녀는 포르노 배우를 그만두고 반 포르노 운동에 앞장서 왔다. 2002년 교통사고로 사망하였다.

## 출연 작품
- 인사이드 딥 스로트 (2005)
- 린다 러브레이스를 대통령으로 (1975)
- 목구멍 깊숙이 (1972)

## 같이 보기
- 포르노그래피 반대 여성